# Angleton
Angleton é uma cidade localizada no estado norte-americano do Texas, no Condado de Brazoria.

## Demografia
Segundo o censo norte-americano de 2000, a sua população era de 18.130 habitantes. 
Em 2006, foi estimada uma população de 18.727, um aumento de 597 (3.3%).

## Geografia
De acordo com o United States Census Bureau tem uma área de 
27,5 km², dos quais 27,4 km² cobertos por terra e 0,1 km² cobertos por água. Angleton localiza-se a aproximadamente 9 m acima do nível do mar.

## Localidades na vizinhança
O diagrama seguinte representa as localidades num raio de 16 km ao redor de Angleton. 